# Roitzheim
Roitzheim is een plaats in de Duitse gemeente Euskirchen, deelstaat Noordrijn-Westfalen, en telt 1111 inwoners.